# Mila Konink
Mila Konink (* 6. August 2005 in Zutphen) ist eine niederländische Volleyball– und Beachvolleyballspielerin.

## Karriere

### Karriere Halle
Von 2020 bis 2022 war die Außenangreiferin bei Dros-Alterno 2 aktiv. Danach wechselte sie zu Draisma Dynamo. Mit dem Verein aus der niederländischen Großstadt wurde sie Neunte in der Liga und stand im Achtelfinale des Pokals des Landes. Eine Saison später  stand sie für Laudame Financials VCN auf dem Spielfeld und wurde mit dieser Mannschaft 2024 Sechste in der zweiten niederländischen Liga und gehörte eine Spielzeit später mit diesem Sportclub zum zweiten Mal zu den besten sechzehn Teams im Landespokal.

### Karriere Beach
Die in der Provinz Gelderland geborene Sportlerin erreichte gleich bei ihrer ersten internationalen Jugendmeisterschaft im Sand ihren größten Erfolg im Underage-Bereich. Mit Noa Sonneville erkämpfte sie gegen die Lettinnen Līva Ēbere und Deniela Konstantinova Bronze im kleinen Finale bei der U18-Europameisterschaft in Loutraki. Die Niederländerinnen standen außerdem bei nationalen Turniern einmal im Finale sowie einige Male auf der untesten Stufe des Treppchens und wurden im folgenden Jahr Fünfte bei den kontinentalen Titelkämpfen in der nächst höheren Altersstufe. Mit Desy Poiesz gab es ähnliche Ergebnisse bei kleineren Veranstaltugen. Die beiden waren bei der Europameisterschaft 2024 startberechtigt und überstanden die Gruppenphase. Der geteilte siebzehnte Rang war der Lohn für diese Leistung. Zuvor standen sie bei der EM der unter Zweiundzwanzigjährigen in der Runde der besten Acht.
Ein für Konink glücklicher Zufall sorgte dafür, dass sie 2025 mit einer der besten Spielerinnen aller Zeiten ihres Heimatlandes an den Start gehen durfte. Da Katja Stam, die Standardpartnerin von Raïsa Schoon, durch eine Verletzung längere Zeit ausfiel, entschied sich Letztere für eine begrenzte Zusammenarbeit mit der gebürtigen Zutphenerin. Beste Platzierungen des Duos auf Zeit waren der Sieg bei einem nationalen Turnier in Utrecht und der Bronzerang beim Beachvolleyball Nations Cup. Wertvollstes Resultat war bis einschließlich Juli 2025 der dreizehnte Rang beim Elite16 in Gstaad nach überstandener Qualifikation und Gruppenphase. Bei der EM ging der Weg der Niederländerinnen bis ins Viertelfinale, wo sie an den Europameisterinnen Tetjana Lasarenko und Maryna Hladun scheiterten. Noch besser lief es beim  Challenge in Baden. Nach dem zweiten Platz in Pool  gewannen Schoon und Konink gegen Whitmarsh / Newberry, Alvarez / Moreno und zogen durch den Sieg über die Silbermedaillengewinnerin von Tokio Taliqua Clancy und ihre neue Partnerin Jana Milutinovic in die Vorschlussrunde ein. Auch die Partie gegen die Finninen Niina Ahtiainen und Taru Lahti meisterte das Duo aus dem deutschen Nachbarland souverän, das für die bis zu diesem beste gemeinsame Leistung bei der Weltserie nach einer Finalniederlage gegen Linda Bock und Louisa Lippmann mit der Silbermedaille belohnt wurde.